# شون بيكر (مخرج)
شون بيكر (بالإنجليزية: Sean S. Baker)‏ هو مخرج أمريكي، ولد في 26 فبراير 1971 في سوميت في الولايات المتحدة.

## وصلات خارجية
- شون بيكر على موقع IMDb (الإنجليزية)
- شون بيكر على موقع مونزينجر (الألمانية)
- شون بيكر على موقع ألو سيني (الفرنسية)
- شون بيكر على موقع أول موفي (الإنجليزية)
- شون بيكر على موقع قاعدة بيانات الأفلام السويدية (السويدية)
- شون بيكر على موقع قاعدة بيانات الفيلم (الإنجليزية)
- شون بيكر على موقع كينوبويسك (الروسية)